# Lago Tilicho
O lago Tilicho situa-se no sopé da montanha homónima, a 4 919 metros de altitude, na zona de Gandaki, no Nepal. É o 22.º lago mais alto do mundo e o mais alto do Nepal.
O lago é considerado sagrado por alguns hindus, que acreditam que ele é mencionado no Ramaiana como o local onde a multidão declamou os versos a Garuda e onde Xiva procurou consolo depois da morte de Sati.